# Uropeltis pulneyensis
Espèce
Synonymes
- Plectrurus pulneyensis Beddome, 1863
- Rhinophis pulneyensis (Beddome, 1863)
- Silybura guentheri Beddome, 1878
- Silybura pulneyensis (Beddome, 1863)

Statut de conservation UICN

 LC  : Préoccupation mineure
Uropeltis pulneyensis est une espèce de serpents de la famille des Uropeltidae.

## Répartition
Cette espèce est endémique du Sud de l'Inde.

## Étymologie
Son nom d'espèce, composé de pulney[s] et du suffixe latin -ensis, « qui vit dans, qui habite », lui a été donné en référence au lieu de sa découverte, les monts Pulneys, à environ 2 500 m d'altitude.

## Publication originale
- Beddome, 1863 : Descriptions of new species of the family Uropeltidae from Southern India, with notes on other little-known species. Proceedings of the Zoological Society of London, vol. 1863, p. 225-229 (texte intégral).